# Martin Hsu
Martin Hsu es un dibujante taiwanés de ascendencia china. Hsu estudio en la Universidad Estatal de California. Ahí se dio por sentado de que lo de él era el díbujo. Hsu dibujo varios de los dibujos que daría pie a la creación de Dragon Boy.

## Dragon Boy
Dragon Boy cuenta la historia de un niño disfrazado de dragón que busca sus raíces en un país extranjero junto a su perro Blacky. Disfrutan de aventuras fantásticas en paisajes increíbles, repletas de seres místicos de todo tipo.  
La creación de Dragon Boy está inspirado en una experiencia personal del propio Hsu. El y su familia emigraron a los Estados Unidos a finales de los 90 y le costó mucho encajar y comprender lo que lo rodeaba. Pero a medida que pasaba el tiempo, el traslado se convirtió en una de las mejores cosas que le han pasado, y le cambió completamente su vida.
- Datos: Q2881579